# Échasse d'Australie
Himantopus leucocephalus
Espèce
Synonymes
- Himantopus himantopus leucocephalus

L'Échasse d'Australie (Himantopus leucocephalus) est une espèce d'oiseau limicoles de la famille des Recurvirostridae.